# Žiškovec
Žiškovec (mađarski Zsidény) je naselje u Republici Hrvatskoj, u sastavu Grada Čakovca, Međimurska županija.
Naselje je smješteno oko 7 kilometara sjeverno od centra grada, uz cestu koja vodi iz Čakovca prema Murskome Središću i Lendavi. Južni kraj Žiškovca spojen je sa sjevernim krajem Slemenica. Od 1992. do 1997. godine Žiškovec je pripadao općini Vratišinec. U Žiškovcu djeluju mnoge udruge, npr. DVD Žiškovec, KUD Žiškovec, NK "Dinamo" Žiškovec, te Vatrogasna Sportska Udruga Žiškovec.

## Stanovništvo
Prema popisu stanovništva iz 2001. godine, naselje je imalo 561 stanovnika te 156 obiteljskih kućanstava.
| broj stanovnika | 125   | 122   | 161   | 174   | 214   | 228   | 250   | 317   | 424   | 453   | 459   | 516   | 529   | 577   | 561   | 543   | 470   |
|                 | 1857. | 1869. | 1880. | 1890. | 1900. | 1910. | 1921. | 1931. | 1948. | 1953. | 1961. | 1971. | 1981. | 1991. | 2001. | 2011. | 2021. |